# بوني دون فينيارد

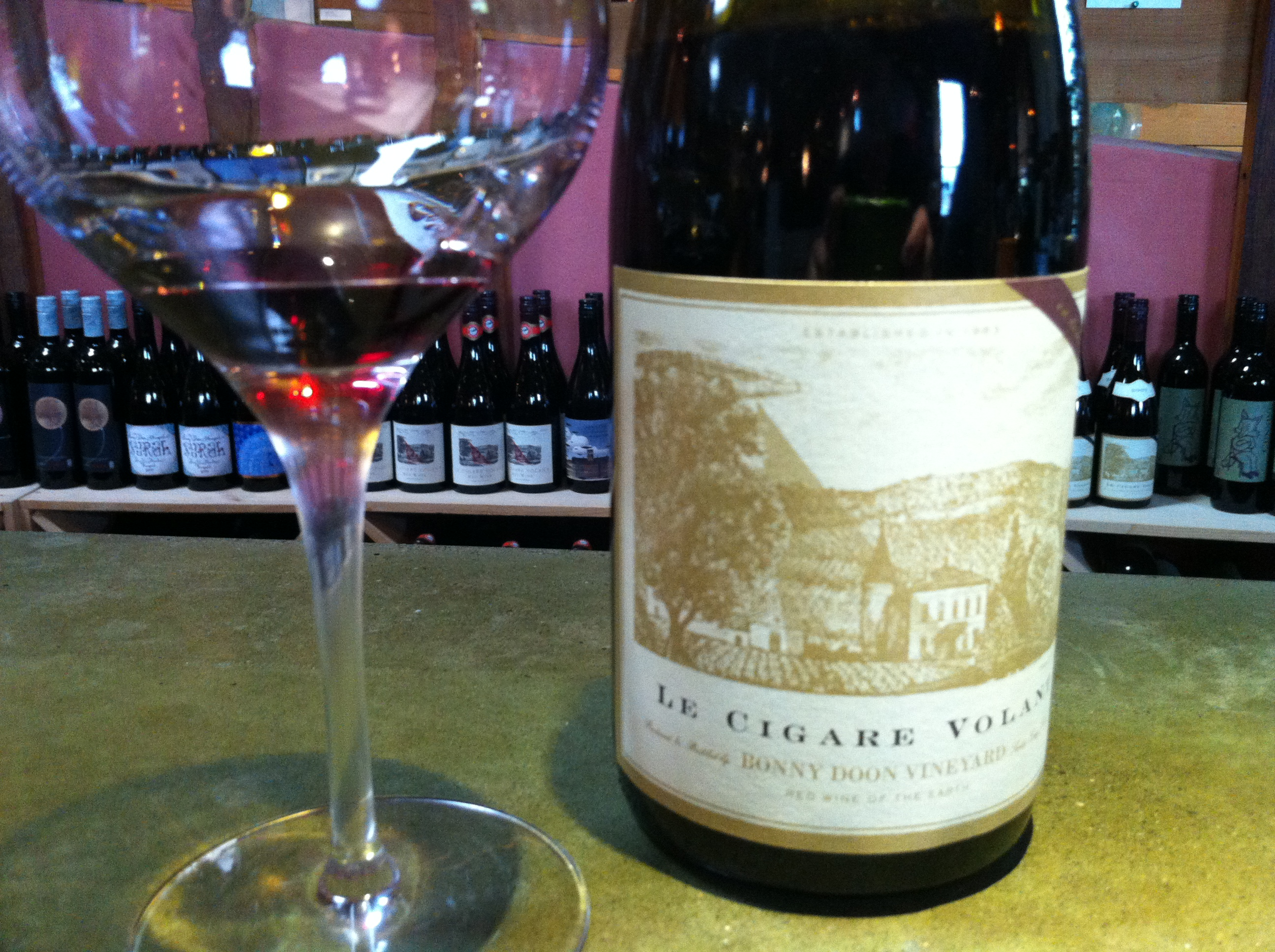
صورة لزجاجة نبيذ le cigare volant

بوني دوون فينيارد (Bonny Doon Vineyard) هو مصنع نبيذ في سانتا كروز، كاليفورنيا، يركز على نبيذ terroir. أسسا راندال جراهم في عام 1983، اشتهر بتصنيفاته غير التقليدية، ومزيج غريب من العنب، والنبيذ مثل "Le Cigare Volant". كان من بين مصانع النبيذ الأولى في كاليفورنيا التي احتضنت أصناف رون، ودخلت الأضواء الوطنية في عام 1989، بعد ظهور غراهام على غلاف مجلة «مشاهد النبيذ» باسم " The Rhone Ranger ".

## روابط خارجية
- الصفحة الرئيسية Bonny Doon Vineyard
- Inc. الملف الشخصي للمجلة
- مقابلة مجلة Mutineer مع راندال جراهم نسخة محفوظة 4 سبتمبر 2010 على موقع واي باك مشين.